# クリクラ南九州
株式会社クリクラ南九州は宅配水サービスであるクリクラ(株式会社ナック)のフランチャイズ加盟店を運営しているミネラルウォーター事業者。
アールエスエスグループの子会社であり、熊本・鹿児島・宮崎の三県で営業している。

## 概要
2004年8月にミネラルウォーター事業に参入。2007年6月に鹿児島工場を取得し、有限会社クリスタルクララ南九州を設立した。これにより、熊本・鹿児島・宮崎の南九州三県での事業をスタートした。
2008年5月には株式会社に改組し、2014年4月に株式会社クリクラ南九州へと商号変更した。また、2015年3月にはアールエスエス本社1階に熊本工場を新設し、現在は二工場体制で運営している。

## 沿革
- 2004年（平成16年）8月 - 有限会社キャピタルグロースがミネラルウォーター事業に参入。
- 2007年（平成19年）6月 - 有限会社クリスタルクララ南九州を設立。鹿児島工場を取得し、熊本・鹿児島・宮崎の南九州三県での事業を開始。
- 2008年（平成20年）5月 - 株式会社クリスタルクララ南九州に改組。同時に増資を実施。
- 2014年（平成26年）4月 - 株式会社クリクラ南九州に商号変更。
- 2015年（平成27年）3月 - 熊本工場が竣工。

## 関連会社
- 株式会社アールエスエス